# Kunskapsinhämtningsmodell
Kunskapsinhämtningsmodell är ett begrepp som kan syfta till inhämtande av kunskap genom en eller flera modeller beroende på utvecklingsbehovet av både verksamhet och teknik samtidigt.
Med inhämta menas oftast aktiva åtgärder för att få tillgång till eller samla in information, data eller miljö betingelser som behövs för att lösa en specifik uppgift.
För att kunna utveckla en verksamhet eller en viss teknik kan simulatorer användas för att i en verifierbar miljö kunna få resultat som kan jämföras.
Kunskapsinhämtningsmodeller kan nyttja simulatorer för att utveckla verksamhet och testa olika typer av taktik eller metoder samtidigt som ny teknik testas i nya situationer.